# NGC 3833
NGC 3833 est une galaxie spirale située dans la constellation de la Vierge. GC 3833 a été découverte par l'astronome germano-britannique William Herschel en 1784.

## Caractéristiques
La classe de luminosité de NGC 3833 est III et elle présente une large raie HI.

### Distance
Sa vitesse par rapport au fond diffus cosmologique est de 6 411 ± 25 km/s, ce qui correspond à une distance de Hubble de 94,6 ± 6,6 Mpc (∼309 millions d'al).
À ce jour, une dizaine de mesures non basées sur le décalage vers le rouge (redshift) donnent une distance de 92,150 ± 5,348 Mpc (∼301 millions d'al), ce qui est à l'intérieur des valeurs de la distance de Hubble.